# La Mouette noire

La Mouette noire (Чёрная чайка, Tchiornaïa tchaïka) est un film d'aventure soviétique sorti en 1962. Il marque les débuts du réalisateur Grigori Koltounov dans le cinéma d'aventure.

## Synopsis
Peu après la révolution cubaine, les habitants 'un petit village de pêcheurs aspirent à retourner à une vile normale. Mais les ennemis de la révolution envoient des terroristes dans la zone qui tuent des civils. Manolo, jeune garçon rêveur invétéré qui souvent confond le rêve et la réalité, est au centre de cette histoire. Un cirque ambulant arrive dans ce territoire cubain. Il a un tireur d'élite qui étonne tout le monde par sa précision. Par la suite, il s'avère être un saboteur ennemi. 

## Fiche technique
- Réalisateur : Grigori Koltounov
- Scénariste : Grigori Koltounov
- Chef-opérateur : Dmitri Meskhiev
- Directeur artistique : Isaac Kaplan
- Compositeur : Antonio Spadavecchia
- Son : Nikolaï Kossarev

## Distribution
- Djeïkhoun Mirzoïev : Manolo
- Nikolaï Volkov : Manuel, grand-père de Manolo, pêcheur cubain surnommé « la mouette noire »
- Ioulia Sevela : Maria, la mère de Manolo
- Alexeï Loktev, Ramon, révolutionnaire cubain, soldat de la défense des côtes
- Anatoli Adoxine : Antonio, commandant de la défense des côtes
- Sergueï Iourski : tireur d'élite, artiste du cirque ambulant
- Emmanouïl Heller : directeur du cirque
- Igor Dmitriev : le blessé